# کالج بهداشت و فناوری ای‌بی‌ام
کالج بهداشت و فناوری ای‌بی‌ام (انگلیسی: ABM College of Health and Technology) یک کالج حرفه‌ای کانادایی است که شعبه‌های اصلی آن در کلگری، آلبرتا ،تورنتو و انتاریو قرار دارد. این کالج توسط وزارت کارهای حرفه‌ای و همچنین دانشگاهیان در آلبرتا و انتاریو مورد تأیید قرار گرفته‌است. کالج ای‌بی‌ام در سال ۲۰۱۰تاسیس شد، این کالج برنامه‌های بهداشت، زیبایی و کسب و کار را ارائه می‌گند. دانشجویانی که ثبت نام می‌کنند ترکیبی از آموزش، آزمایشگاه، و تمرین کاربردی و تجربه را در کلاس درس فرامی‌گیرند. دانشگاه کلگری، از امکانات کامپیوتر، آزمایشگاه‌های بهداشتی، همراه با استادان ماساژ درمانی و زیبایی‌شناسی نیز برخوردار است.

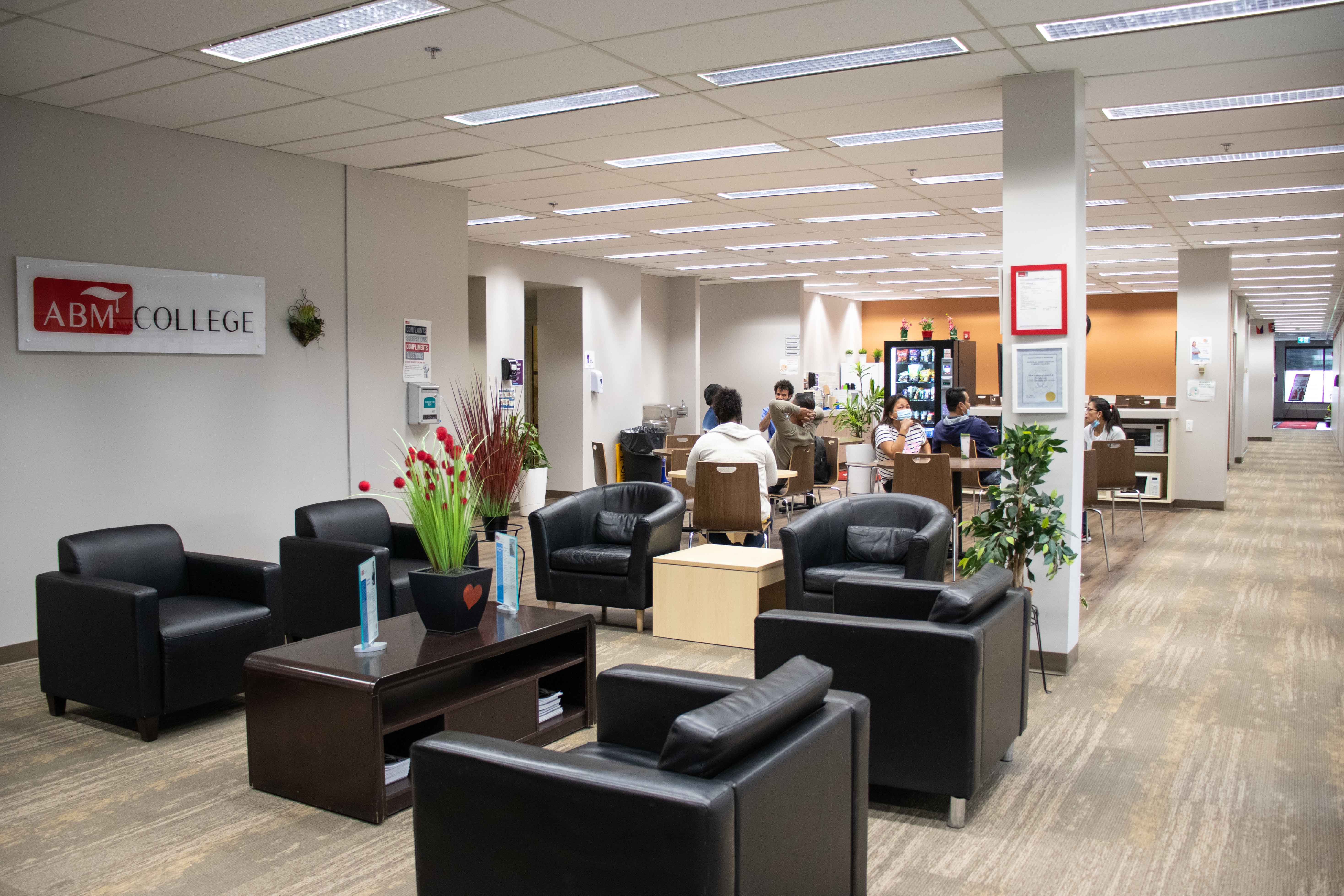
منطقه استراحت دانشجویی پردیس کالج آ بی ام کالگری

## منابع

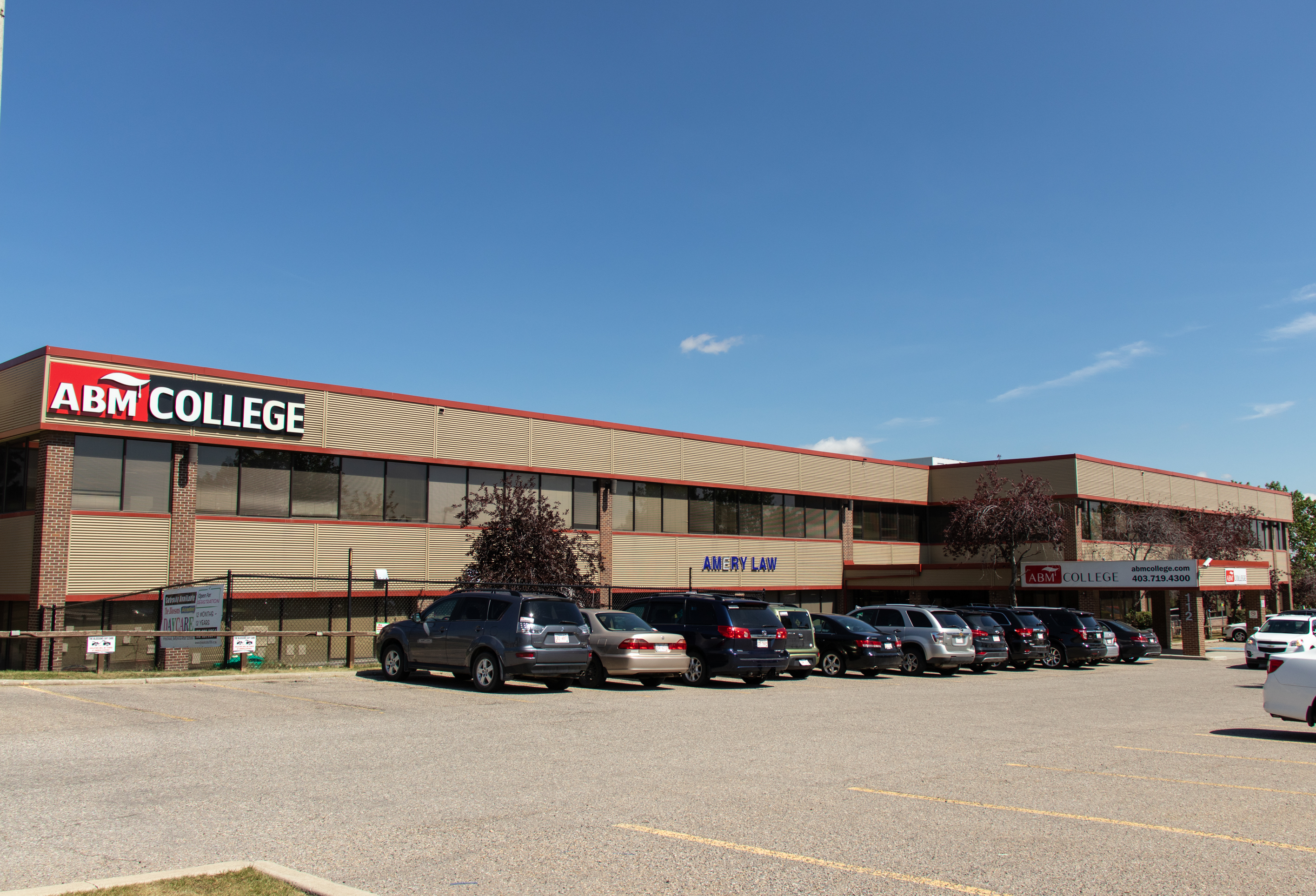
نمای بیرونی ساختمان کالج کلگری

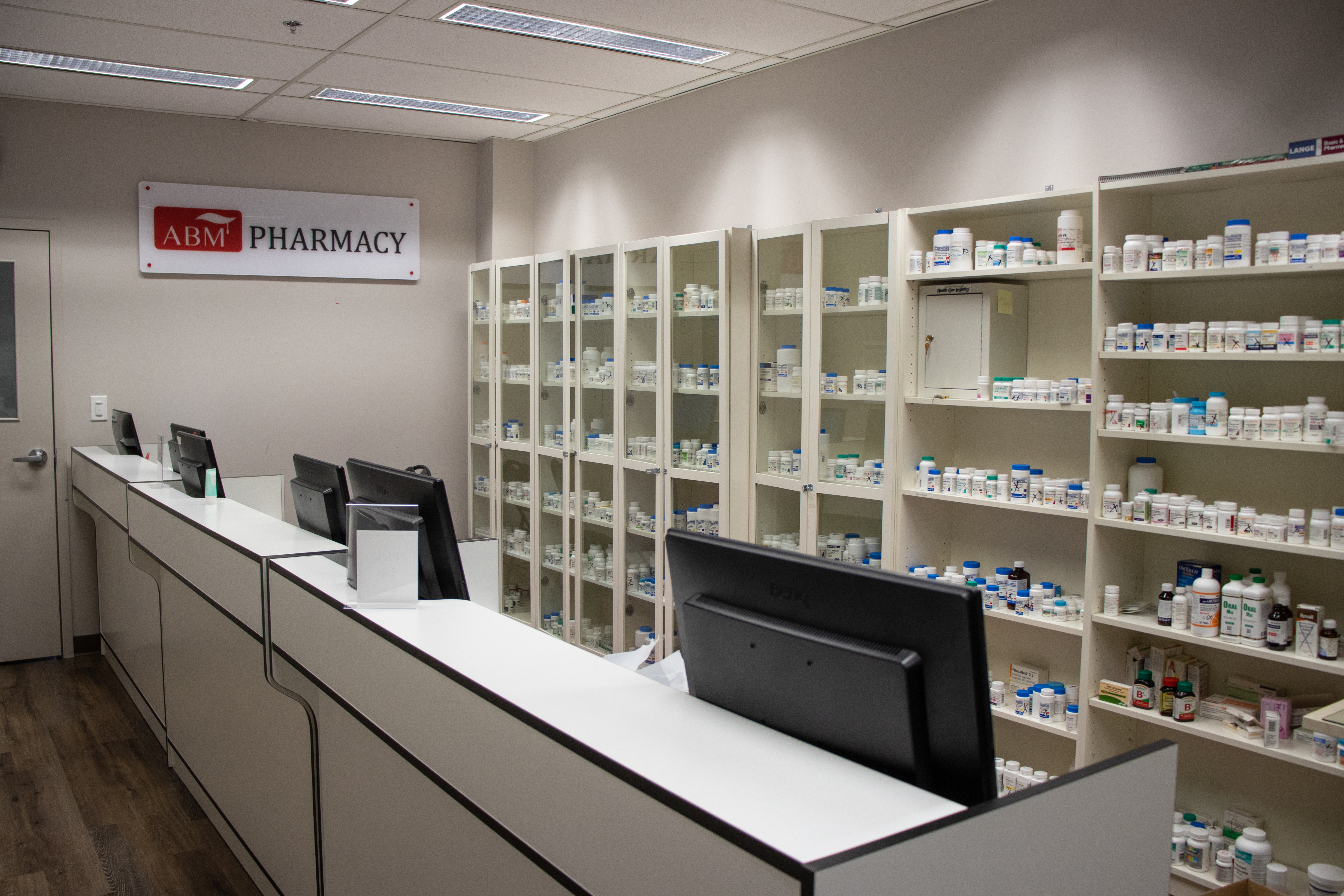
آزمایشگاه پشتیبانی کالج داروسازی

## برنامه‌ها
برنامه‌های کالج ای‌بی‌ام شامل برنامه‌های بهداشت، زیبایی و کسب و کار است. اجازهٔ صدور گواهینامه‌ها و دیپلم‌ها را نیز دارد.